# Sébastien Roudet
Sébastien Roudet (Montluçon, 16 juni 1981) is een Franse voetballer (middenvelder) die sinds 2011 voor de Franse eersteklasser FC Sochaux uitkomt. Eerder speelde hij onder meer voor LB Châteauroux, OGC Nice en RC Lens.